# Miguel Martínez-Lage
Miguel Martínez-Lage (Pamplona, Navarra, 1961 - Garrucha, Almería, 14 de abril de 2011) fue un traductor y profesor español.

## Biografía
Cursó estudios de filología hispánica en la Universidad de Navarra y en la Universidad Autónoma de Madrid.
Ejerció como profesor y como asesor y crítico literario. Tradujo un total de más de 200 obras de autores como: Martin Amis, Ernest Hemingway, Henry James, George Orwell, Eudora Welty, Virginia Woolf, Joseph Conrad, Edgar Allan Poe, J. M. Coetzee, William Faulkner, Joe Dever, Steve Jackson y Amos Oz.
En 2008 recibió el Premio Nacional a la Mejor Traducción por la traducción del inglés al español de La vida de Samuel Johnson (Life of Samuel Johnson), de James Boswell.
Falleció el 14 de abril de 2011 en Garrucha (Almería) a causa de un infarto a la edad de 50 años.

## Obras publicadas como autor
- La coz en el tintero. Poemas 1988-2008 (2009, ed. Alfama)